# Hemicyclops visendus
Hemicyclops visendus är en kräftdjursart som beskrevs av Humes, Cress. och Good. 1958. Hemicyclops visendus ingår i släktet Hemicyclops och familjen Clausidiidae. Inga underarter finns listade i Catalogue of Life.